# 馬海倫
馬海倫 （英語：Helen Ma，1948年11月28日—），香港女演員；現為無綫電視部頭合約女藝員，投身演藝事業至今已數十年。其本人熱愛體育運動，擅長游泳、騎馬、保齡球、滑雪和高爾夫球，學曉北派刀劍功夫與空手道，年輕時更曾入選香港保齡球代表隊，於1970年代表香港前赴新加坡出戰亞洲保齡球錦標賽，並奪得女子組亞軍。此外，也參加南華體育會及其他機構主辦的保齡球賽事。1970年代屬當紅的電影明星，1980年代往後主力演出電視劇集。馬海倫是其真名。

## 背景

### 入行經過
馬海倫生于香港，早年在九龍區長大，是家中獨女。曾就讀聖羅撒學校及聖羅撒書院，讀書成績不錯，家人原計劃安排她出國留學。本來正在求學的她於1965年演出了首部幕前作品《鴛鴦劍俠》。同年年尾參選由邵氏影友俱樂部跟一間美國香煙公司及瑞士鐘錶公司合辦的第一屆「香港玉女」選舉，且獲得冠軍。後於1966年由父親朋友、國語片喜劇演員蔣光超及杜娟推薦加入邵氏電影公司南國實驗劇團第五期訓練班，同期同學有井莉、潘迎紫、秦萍，還有鄭少秋、羅家英、于洋等。畢業後加盟邵氏旗下成为演员，雖被力捧，但多以演繹配角為主，1970年才在《風雷莊》當女主角。同期兼任片場的場記。

### 事業發展
她於1970年離開邵氏兄弟，轉投明星公司當一線女角，另一方面到朋友位於沙田的工廠轉當會計文員。期間利用工餘時間參與保齡球運動，更成為香港保齡球代表隊成員（1968年已代表香港出賽），1972年遠赴美國紐約問鼎世界保齡球王地位。後來導演張森在1973年找她參演《黑帶仇》，胡金銓又找她參演《迎春閣之風波》，她於是復出不再當文員，再次專注於演戲方面。當初不再續約邵氏的原因出於導演袁秋楓提出五年內需要她參演四部由她當主角的電影的合約條件，她認為未能達成條件的話便要花更多時間償還片債，因此最後決定於1970年5月底約滿，並結束與邵氏之間的賓主關係。在1974年至1984年間，馬沒有參演任何電影；1984年由許鞍華執導的《傾城之戀》為其影壇復出作。
馬海倫在1976年踏足電視圈，獲時任節目部經理孫郁標邀請加入佳藝電視，演出多套電視劇如初期电视代表作《流星蝴蝶劍》、《紅樓夢》、《仙鶴神針》等。她於《仙鶴神針》中首次飾演女主角，1977年約滿佳視，1978年佳視倒閉後一度退出娛樂圈相夫教子（當時已完成一年部頭合約，沒有電視台合約在身），同時於1980年代初協助丈夫打理體育用品代理生意。期間曾於麗的電視客串演出《天龍訣》，至復出前皆沒有與任何電視台簽約。1984年正式復出演藝圈，1988年獲時任製作部總監何家聯邀請以合約藝員身份加入無綫電視，其後曾演出多套受歡迎的電視劇如《天涯歌女》、《真情》、《皆大歡喜》。由於在長篇劇集，即《真情》和《皆大歡喜》的出鏡率高，她開始為人熟知。而且在觀塘一間織嘜廠任職會計文員以消磨時間。
馬海倫擅長演出反派角色，2006年憑著《火舞黃沙》中扮演老僕人「桂蘭」一角，獲提名《萬千星輝頒獎典禮2006》「最佳女配角」。2011年憑《真相》獲提名《萬千星輝頒獎典禮2011》「最佳女配角」，並入圍最後五強。除此之外，馬海倫在往後的其他角色均獲好評，演技得到肯定，包括《金石良缘》的惡繼母「楊大芬」、《巾幗梟雄之義海豪情》的「周鐵」（鐵姐）、《誰家灶頭無煙火》的小女人「竇桂森」、《紫禁驚雷》的慈母「高彩瓊」、《愛·回家 (第一輯)》的野蠻奶奶「溫淑嫻」、《大太監》的「蘇嬤嬤」、《心戰》的腌臢挑剔的母親「麥艷瓊」等等。馬海倫雖然於2012年獲王維基邀請轉投香港電視，最終沒有成事，曾公開表示在2014年約滿後便退休享受家庭樂。2013年12月，她在《萬千星輝頒獎典禮2013》獲頒「傑出演員大獎」，肯定及嘉許她在演藝圈中的貢獻及付出。本來她考慮於2014年約滿後退休，然而獲得無綫予以肯定之後，即決定跟無綫續約。
2020年10月，馬海倫誤發貼文悼念王羽，事後被王的家人要求公開道歉。

## 個人生活
馬海倫於1974年10月在香港大會堂結婚，丈夫是香港商界人士、前香港立法會議員何世柱的胞弟、1975年至1976年度東華三院董事局總理何世堯，二人於1970年打保齡球時認識，婚後育有一子一女。其中兒子何存廣為眼科醫生，女兒何敏晴則從事建築行業。媳婦是香港銀行家葉迪奇的女兒。
馬自1980年代專注拍攝電視劇的同時，仍不時參與保齡球比賽。近年專注於高爾夫球運動。另外，她精通騎術。
馬海倫是藝人姜濤及黎明的粉絲。

## 演出作品
*以下列表只記錄馬海倫演出過的劇集作品，若有遺漏，請協助補充相關資料。

### 電視劇（佳藝電視）
- 1977年：《紅樓夢》 飾 賈元春
- 1977年：《細魚食大魚》 飾 唐僧
- 1978年：《急先鋒》之〈姑嫂劫〉
- 1978年：《鹿鼎記》 飾 蘇荃
- 1978年：《雪山飛狐》 飾 胡一刀夫人
- 1978年：《仙鶴神針》 飾 白雲飛
- 1978年：《流星蝴蝶劍》飾 高寄萍（高老大）

### 電視劇（麗的電視）
- 1979年：《天龍訣》 飾 人尊

### 電視劇（無綫電視）
| 首播         | 劇名                 | 角色                        |
| 1987年       | 大城小子             |                             |
| 1989年       | 鐵血大旗門           | 水柔頌                      |
| 1989年       | 天涯歌女             | 張雪文                      |
| 1989年       | 天變                 | 潘小蝶                      |
| 1989年       | 燃情夜點之醉錯       |                             |
| 1990年       | 水鄉危情             | 莊小姐                      |
| 1990年       | 孖仔孖心肝           | 製作主任                    |
| 1991年       | 邊城浪子             | 花白鳳                      |
| 1991年       | 蜀山奇侠之仙侣奇緣   | 元元大师                    |
| 1991年       | 月兒彎彎照九州       | 殷麗華                      |
| 1991年       | 命運快車             | 唐美華                      |
| 1991年       | 命運迷宮             | 徐惠珠                      |
| 1991年       | 我係黃飛鴻           | 單眼英                      |
| 1992年       | 重案傳真             | 林艷芳                      |
| 1992年       | 血濺塘西             | 李愛                        |
| 1992年       | 小男人出差           | 香詠璇                      |
| 1992年       | 捉妖奇兵             | 鳳影                        |
| 1992年       | 龍的天空             | 許姐                        |
| 1993年       | 天倫                 | 汪婷芳                      |
| 1994年       | 魔刀俠情             | 紫心                        |
| 1994年       | 武當張三丰           | 張老夫人                    |
| 1994年       | 再見亦是老婆         | 胡梁慧芬                    |
| 1994年       | 笑看風雲             | 蔡梁嬌                      |
| 1995年       | 神鵰俠侶             | 劉瑛（瑛姑）                |
| 1995年       | 真情                 | Helen                       |
| 1995年       | 尋龍劍俠賴布衣       | 王氏                        |
| 1995年       | 包青天之人皮面具     | 柴夫人                      |
| 1995年       | 刀馬旦               | 林娟娟                      |
| 1995年       | 刑事偵緝檔案II       | 倪太太（檔案十二：白色象徵) |
| 1995年       | 南拳北腿             | 譚翠環                      |
| 1995年       | 白髮魔女傳           | 公孫大娘                    |
| 1996年       | 愛在暴風的日子       | 方月嫦                      |
| 1996年       | 有肥人終成眷屬       | 莫淑娥                      |
| 1996年       | 河東獅吼             | 潘                          |
| 1996年       | 殭屍福星             | 區艷卿                      |
| 1997年       | 苗翠花               | 奶妈                        |
| 1997年       | 天龍八部             | 辛雙清                      |
| 1998年       | 陀槍師姐             | 何金梅                      |
| 1998年       | 冤家宜結不宜解       | 華翠芝                      |
| 1998年       | 聊齋（貳）           | 徐氏                        |
| 1998年       | 衝上人間             | 趙淑美母親                  |
| 1998年       | 花木蘭               | 李玉蓮                      |
| 1999年       | 刑事偵緝檔案IV       | 阿婷                        |
| 1999年       | 寵物情緣             | 王翠芬                      |
| 1999年       | 金玉满堂             | 刑婉春                      |
| 1999年       | 命轉情真             | 王秀媛                      |
| 1999年       | 全院滿座             | 朱月娥                      |
| 2000年       | 陀槍師姐II           | 何金梅                      |
| 2000年       | 十月初五的月光       | 胡桃                        |
| 2000年       | 娛樂反斗星           | 尤蜜                        |
| 2000年       | 新鮮人               | 冼彭妙珍                    |
| 2000年       | 大囍之家             | 蘇小姐                      |
| 2001年       | 陀槍師姐III          | 何金梅                      |
| 2002年       | 法網伊人             | 葉向輝母親                  |
| 2001至2003年 | 皆大歡喜 (古裝)      | 陳嬌                        |
| 2003至2005年 | 皆大歡喜 (時裝)      | 陳嬌                        |
| 2004年       | 陀槍師姐IV           | 何金梅                      |
| 2005年       | 佛山贊師父           | 陳玉馨                      |
| 2006年       | 火舞黃沙             | 桂蘭                        |
| 2006年       | 樓住有情人           | 陳淑蓮                      |
| 2007年       | 寫意人生             | 麥舒寧芬                    |
| 2007年       | 天機算               | 张淑嫻                      |
| 2008年       | 金石良緣             | 楊大芬                      |
| 2008年       | 搜神傳               | 床頭婆婆                    |
| 2008年       | 東山飄雨西關晴       | 周嬸                        |
| 2008至2009年 | 珠光寶氣             | 宋郭婉儀                    |
| 2009年       | 巾幗梟雄             | 丘顏玉卿                    |
| 2009年       | 烈火雄心3            | 李美蘭                      |
| 2009年       | 有營煮婦             | Margaret                    |
| 2009年       | 美麗高解像           | 林瓊櫻                      |
| 2010年       | 鐵馬尋橋             | 陳嬌                        |
| 2010年       | 飛女正傳             | 趙鳳卿                      |
| 2010年       | 讀心神探             | 程燕霞                      |
| 2010年       | 巾幗梟雄之義海豪情   | 周鐵                        |
| 2010年       | 誘情轉駁             | 梁桂芬                      |
| 2011年       | Only You 只有您      | 黃美好                      |
| 2011年       | 誰家灶頭無煙火       | 竇桂森                      |
| 2011年       | 七號差館             | 蘇慧萍                      |
| 2011年       | 真相                 | 鄭淑娟                      |
| 2011年       | 紫禁驚雷             | 高彩瓊                      |
| 2012年       | 心戰                 | 麥艷瓊                      |
| 2012年       | 大太監               | 都錦·桂蘇（蘇嬤嬤）         |
| 2012年       | 幸福摩天輪           | 尹妙蘭                      |
| 2012至2015年 | 愛·回家 (第一輯)     | 溫淑嫻                      |
| 2013年       | 初五啟市錄           | 汪美玲                      |
| 2013年       | 戀愛星求人           | 黃林素娥                    |
| 2013年       | 戀愛季節             | 蘇笑妹                      |
| 2013年       | 法外風雲             | 卓綺蓮                      |
| 2014年       | 單戀雙城             | 李麗詩                      |
| 2014年       | 守業者               | 潘笑群                      |
| 2015年       | 陪著你走             | 司徒菲菲                    |
| 2015年       | 梟雄                 | 關秀蓮                      |
| 2015至2016年 | 愛·回家 (第二輯)     | 文惠蘭                      |
| 2017年       | 心理追兇 Mind Hunter | 楊麗萍                      |
| 2017年       | 降魔的               | 李翠（師太）                |
| 2017年       | 誇世代               | 尚慶端                      |
| 2018年       | 逆緣                 | 徐家媛                      |
| 2018年       | 再創世紀             |                             |
| 2019年       | 荷里活有個大老千     | 洪霞                        |
| 2019年       | 街坊財爺             | 孫艷萍                      |
| 2019年至今   | 愛·回家之開心速遞    | 蘇八（蘇姊）                |
| 2020年       | 降魔的2.0            | 李翠（師太）                |
| 2020年       | 殺手                 | 方王玉蓮                    |
| 2020年       | 迷網                 | 莫雪芳                      |
| 2020年       | 過街英雄             | 明雪梅                      |
| 2020年       | 木棘証人             | 張秀春                      |
| 2021年       | 大步走               | 芳姨                        |
| 2021年       | 七公主               | 龔儷                        |
| 2021年       | 我家無難事           | 尹淑娥                      |
| 2022年       | 痞子殿下             | 尹尚恭                      |
| 2023年       | 新四十二章           | 袁圓圓 / 章薇               |
| 2023年       | 羅密歐與祝英台       | 楊美霞                      |
| 2025年       | 痞子無間道           | 萬千霞                      |

### 電視電影（無綫電視）
- 1989年：《難民營風暴》
- 1995年：《的士810Ⅱ》
- 1996年：《的士810Ⅲ》

### 電影
- 1965年：《小雲雀》
- 1965年：《江湖奇俠》飾 法普姘婦
- 1965年：《鴛鴦劍俠》
- 1966年：《何日君再來》
- 1966年：《野姑娘》
- 1966年：《不是冤家不聚頭》
- 1966年：《女秀才》
- 1967年：《七俠五義》飾 龐妃
- 1967年：《盤絲洞》飾 蜘蛛精（紫衣）
- 1967年：《明日之歌》
- 1967年：《黑鷹》
- 1967年：《星月爭輝》
- 1967年：《鐵觀音》
- 1967年：《少年十五二十時》
- 1968年：《玉面飛狐》
- 1968年：《色不迷人人自迷》
- 1968年：《花月良宵》
- 1968年：《雲泥》
- 1968年：《諜海花》
- 1969年：《獵人》
- 1969年：《釣金龜》
- 1970年：《女俠賣人頭》飾 包金花
- 1970年：《大羅劍俠》飾 小蘭
- 1970年：《鬼門關》
- 1971年：《聾啞劍》飾 聾啞劍
- 1972年：《縱横天下》飾 完顏長青
- 1973年：《迎春閣之風波》飾 夜來香
- 1973年：《阿福正傳》
- 1973年：《馬路小英雄》飾 Helena Ma
- 1973年：《無情街》
- 1973年：《李小龍的生與死》
- 1973年：《死亡挑戰》
- 1973年：《黑帶仇》
- 1984年：《傾城之戀》飾 徐太太
- 1984年：《上海之夜》
- 1990年：《香港舞男》
- 1992年：《鹿鼎記2神龍教》飾 九難
- 1993年：《馬路天使》
- 1994年：《新碧血劍》飾 歸二娘
- 1994年：《熾熱情緣》
- 2000年：《九龍皇后》
- 2003年：《一屋兩火》
- 2015年：《十月初五的月光》飾 胡桃

### 其他
- 1970年：《香江歲月》 飾 林麗（第13集；香港電台）

### 舞台劇
- 1986年：還劍奇情錄[46]

## 參與節目
嘉賓（無綫電視）
- 2003年：智在必得
- 2013年：玩嘢王（第4集）
- 2017年：流行經典50年（第1集）
- 2021年：天天開運王（第10集）
- 2021年：無可比擬的演藝泰斗 永遠懷念吳孟達
- 2021年：教煮爭霸（第1集）